# Liste der Singles in den Billboard-Charts (1941)
Die Liste der Singles in den Billboard-Charts (1941) ist eine vollständige Liste der Chartsongs, die sich im Kalenderjahr 1941 platzieren konnten.
Bei der Aufstellung ist zu beachten, dass sich in den Billboard-Charts A- und B-Seite eines Tonträgers auch einzeln platzieren konnten; in diesem Fall werden sie in dieser Liste entsprechend separat aufgeführt. Die Angaben zur Anzahl der Wochen sowie der Bestplatzierung entsprechen dem Zeitrahmen des jeweiligen Kalenderjahres und bilden somit nur eine Teilstatistik ab. In diesem Jahr platzierten sich insgesamt 95 Songs.
Mit dem beginnenden Ende der Bigband-Ära einher ging der Aufstieg der Gesangssolisten aus ihrer vorigen Rolle des Bandvokalisten; Frank Sinatras enorme Popularität war auch einer der Gründe, warum die Big-Band-Musik an Popularität verlor. Große Plattenfirmen suchten nach Sängern und Sängerinnen, die aufgrund seines Erfolges ein Jugendpublikum anlockten. Sinatra wurde so einer der erfolgreichsten Künstler der 1940er Jahre und einer der meistverkauften Musiker aller Zeiten. Big-Band-Swing war variabel; er konnte ein Instrumentalstil sein oder einen Sänger begleiten. Im Vergleich zu ihrem lauten, rhythmischen Sound standen die Sweet Bands, die einen weicheren, melodischeren Stil spielten, wie die von Horace Heidt, Guy Lombardo und Tommy Tucker.

## Statistik
| Label    | Anzahl Titel | Interpreten |
| -------- | ------------ | --- |
| Bluebird | 21           | Dorsey Anderson, Charlie Barnet, Bob Carroll, Ray Eberle, Jack Fina, The Four King Sisters, Marion Hutton, Freddy Martin, Glenn Miller, The Modernaires, Vaughn Monroe, Tony Pastor, Clyde Rogers, Dinah Shore, Eddie Stone                                                                         |
| Columbia | 17           | Harry Babbitt, Will Bradley, Larry Cotton, Johnny Drake, Eddy Duchin, Benny Goodman, Dick Haymes, Horace Heidt, Harry James, Ronnie Kamper, Fred Lowery, Ray McKinley, Freddie Slack, Ginny Simms, Louise Tobin, Jimmy Valentine, Donna Wood                                                        |
| Decca    | 27           | The Andrews Sisters, Bing Crosby, Bob Crosby, Jimmy Dorsey, Bob Eberly, Ella Fitzgerald, Kenny Gardner, Woody Herman, The Ink Spots, Bonnie King, Guy Lombardo, Tony Martin, Dick McIntire, Eddie Miller, Helen O’Connell, David Rose, Vic Schoen, Bobby Sherwood, Harry Sosnik, John Scott Trotter |
| Okeh     | 8            | Amy Arnell, Al Donahue, Howard Du Lany, Gene Krupa, Roy Eldridge, Dick Jurgens, Dee Keating, Anita O’Day, Charlie Spivak, Tommy Tucker |
| Victor   | 22           | Bob Allen, Xavier Cugat, Tommy Dorsey, Connie Haines, Hal Kemp, Sammy Kaye, Wayne King, Sy Oliver, Hot Lips Page, The Pied Pipers, Artie Shaw, Frank Sinatra, Jo Stafford |

## Ersteinstiege
28.12.-03.01.

5 Vaughn Monroe & his Orchestra - There I Go

9 Will Bradley & his Orchestra feat. Ray McKinley, Vocal Chorus by Jimmy Valentine - There I Go

04.01.-10.01.

7 Tommy Dorsey & his Orchestra, Vocal Refrain by Frank Sinatra & the Pied Pipers - Star Dust (Polvillo de Estrellas)

9 Ella Fitzgerald & her Famous Orchestra - Five O’Clock Whistle

11.01.-17.01.

6 Glenn Miller & his Orchestra, Vocal Refrain by Marion Hutton - Five O’Clock Whistle

8 Glenn Miller & his Orchestra - Anvil Chorus (From "Il Trovatore")

8 Charlie Barnet & his Orchestra, Vocal Refrain by Bob Carroll - I Hear a Rhapsody

18.01.-24.01.

6 Artie Shaw & his Orchestra - Stardust (Polvillo de Estrellas)

7 Glenn Miller & his Orchestra, Vocal Refrain by Ray Eberle - Along the Santa Fe Trail (From the Warner Bros.-Film "Along the Santa Fe Trail")

10 Jimmy Dorsey & his Orchestra, Vocal Chorus by Bob Eberly - I Hear a Rhapsody

25.01.-31.01.

6 Dinah Shore with Orchestra - Yes, My Darling Daughter

01.02.-07.02.

4 Xavier Cugat & his Waldorf-Astoria Orchestra - Perfidia

8 Eddy Duchin & his Orchestra, Vocal Chorus by Johnny Drake - You Walk By

08.02.-14.02.

9 Will Bradley & his Orchestra feat. Ray McKinley, Vocal Chorus by Jimmy Valentine - High on a Windy Hill

10 Artie Shaw & his Gramercy Five - Summit Ridge Drive

15.02.-21.02.

5 Gene Krupa & his Orchestra, Vocal Chorus by Howard Du Lany - High on a Windy Hill

6 Hal Kemp & his Orchestra, Vocal Refrain by Bob Allen - It All Comes Back to Me Now (Ahora me acuerdo)

10 Artie Shaw & his Orchestra - Concerto for Clarinet (From Paramount-Film "Second Chorus")

22.02.-28.02.

7 Jimmy Dorsey & his Orchestra, Vocal Chorus by Bob Eberly - High on a Windy Hill

8 Gene Krupa & his Orchestra, Vocal Chorus by Howard Du Lany - It All Comes Back to Me Now

9 Glenn Miller & his Orchestra - Song of the Volga Boatmen

01.03.-07.03.

10 Tommy Dorsey & his Orchestra, Vocal Refrain by Frank Sinatra, Connie Haines & the Pied Pipers - Oh! Look at Me Now

15.03.-21.03.

9 Dinah Shore with Orchestra - I Hear a Rhapsody

10 Artie Shaw & his Orchestra - Dancing in the Dark (Bailando en la oscuridad)

22.03.-28.03.

7 Jimmy Dorsey & his Orchestra, Vocal Chorus by Bob Eberly & Helen O’Connell - Amapola (Pretty Little Poppy)

10 Glenn Miller & his Orchestra - I Dreamt I Dwelt In Harlem

29.03.-04.04.

8 Bing Crosby with Bob Crosby & his Orchestra - New San Antonio Rose

05.04.-11.04.

7 Woody Herman & his Orchestra - Blue Flame

10 Benny Goodman & his Orchestra, Vocal Chorus by Louise Tobin - There'll Be Some Changes Made

12.04.-18.04.

5 Tommy Dorsey & his Orchestra, Vocal Refrain by Frank Sinatra & the Pied Pipers - Do I Worry? (Que si yo me preocupo?)

9 Harry James & his Orchestra - Music Makers

19.04.-25.04.

7 Al Donahue & his Orchestra, Vocal Chorus by Dee Keating - The Wise Old Owl

10 Wayne King & his Orchestra - Intermezzo (Recuerdos de Viena) (From United Artists-Film "Intermezzo")

26.04.-02.05.

3 Kay Kayser & his Orchestra, Vocal Chorus by Ginny, Harry, Jack & Max - Alexander the Swoose (Half Swan - Half Goose)

7 Tommy Dorsey & his Orchestra, Vocal Refrain by Frank Sinatra & the Pied Pipers - Dolores (From the Paramount-Film "Las Vegas Nights")

10 Bing Crosby with The Merry Macs & Bob Crosby's Bob Cats, Saxophone Solo by Eddie Miller - Dolores (From Paramount-Picture "Las Vegas Nights")

03.05.-09.05.

4 Horace Heidt & his Musical Knights, Vocal Chorus by Ronnie Kemper - G'Bye Now (From "Hellz a Poppin')

5 The Andrews Sisters with Vic Schoen & his Orchestra - I´ll Be with You in Apple Blossom Time (From New Universal-Picture "Buck Privates")

9 Tommy Dorsey & his Orchestra, Vocal Refrain by Frank Sinatra - Everything Happens to Me (Estoy de malas)

10.05.-16.05.

7 Tommy Dorsey & his Orchestra, Vocal Refrain with Frank Sinatra, Connie Haines & the Pied Pipers - Let's Get Away from It All (Olvi démosnos de todo)

17.05.-23.05.

2 Jimmy Dorsey & his Orchestra, Vocal Chorus by Bob Eberly - My Sister and I

6 Jimmy Dorsey & his Orchestra, Vocal Chorus by Bob Eberly & Helen O’Connell - Green Eyes (Aquellos ojos verdes)

10 Guy Lombardo & his Royal Canadians, Vocal Chorus by Kenny Gardner & the Lombardo Trio - The Band Played on (From the Warner Bros.-Picture "Strawberry Blonde")

24.05.-30.05.

9 Jimmy Dorsey & his Orchestra, Vocal Chorus by Bob Eberly - Maria Elena

10 Swing and Sway with Sammy Kaye, Vocal Refrain by the Three Kadets (The Kaydets) - Until Tomorrow (Goodnight My Love) (Hasta manana (Buenos noches mi amor))

31.05.-06.06.

9 Jimmy Dorsey & his Orchestra, Vocal Chorus by Bob Eberly & Helen O’Connell - Yours (Quiereme mucho)

07.06.-13.06.

5 Swing and Sway with Sammy Kaye, Vocal Refrain by the Kaye Choir - Daddy (Papito)

7 Wayne King & his Orchestra - Maria Elena

10 Freddy Martin & his Orchestra, Vocal Refrain by Eddie Stone - The Hut-Sut Song (a Swedish Serenade)

14.06.-20.06.

9 Horace Heidt & his Musical Knights, Vocal Chorus by Donna & her Don Juans (Gordon, Charlie & George) - The Hut-Sut Song (a Swedish Serenade)

28.06.-04.07.

9 Tony Pastor & his Orchestra, Vocal Refrain by Dorsey Anderson - Maria Elena

05.07.-11.07.

7 Freddy Martin & his Orchestra, Vocal Refrain by Clyde Rogers - Intermezzo (From the United Artists-Film "Intermezzo")

8 Jimmy Dorsey & his Orchestra, Vocal Chorus by Bob Eberly - The Things I Love

10 The Four King Sisters (the King Sisters) with the Rhythm "Reys" - The Hut-Sut Song (a Swedish Serenade)

12.07.-18.07.

10 Tommy Dorsey & his Orchestra, Vocal Refrain by Sy Oliver & Jo Stafford - Yes Indeed! (De verdad que si!)

26.07.-01.08.

8 Horace Heidt & his Musical Knights, Vocal by Ronnie Kemper & Donna Wood - Good Bye Dear, I'll Be Back in a Year

9 Kay Kayser & his Orchestra, Vocal Chorus by Ginny, Harry, Jack & Max - Til Reveille

02.08.-08.08.

6 Jimmy Dorsey & his Orchestra, Vocal Chorus by Bob Eberly - Blue Champagne

8 Glenn Miller & his Orchestra, Vocal Refrain by Tex Beneke & the Four Modernaires (the Modernaires) - The Booglie Wooglie Piggy

9 Gene Krupa & his Orchestra, Vocal Chorus by Anita O’Day - Just a Little Bit South of North Carolina

10 Charlie Spivak & his Orchestra - Intermezzo (a Love Story) (from "Intermezzo")

09.08.-15.08.

8 Freddy Martin & his Orchestra with Jack Fina at the Piano - Piano Concerto in B-Flat

10 Bing Crosby with John Scott Trotter & his Orchestra - Til Reveille

30.08.-05.09.

10 Harry James & his Orchestra, Vocal Chorus by Dick Haymes - Lament to Love

06.09.-12.09.

4 Glenn Miller & his Orchestra, Vocal Refrain by Ray Eberle - You and I

10 Gene Krupa & his Orchestra, Vocal Chorus by Anita O’Day & Roy Eldridge - Let Me Off Uptown

13.09.-19.09.

6 Bing Crosby with John Scott Trotter & his Orchestra - You and I

9 Glenn Miller & his Orchestra, Vocal Refrain by Tex Beneke & the Four Modernaires (the Modernaires) - Chattanooga Choo Choo (from the 20th Century-Fox Film "Sun Valley Serenade")

20.09.-26.09.

10 Tommy Tucker Time, Vocal Chorus by Amy Arnell & Voices Three - I Don't Want to Set the World on Fire

27.09.-03.10.

5 Horace Heidt & his Musical Knights, Vocal Chorus by Larry Cotton & Donna & her Don Juans (Gordon, Charlie & George) - I Don't Want to Set the World on Fire

04.10.-10.10.

7 Jimmy Dorsey & his Orchestra, Vocal Chorus by Bob Eberly & Helen O’Connell - Jim

11.10.-17.10.

9 Dinah Shore with Paul Wetstein (Paul Weston) & his Orchestra - "Jim"

10 Dick Jurgens & his Orchestra - Elmer's Tune

18.10.-24.10.

5 The Ink Spots, Vocal with Instrumental Accompaniment - I Don't Want to Set the World on Fire

25.10.-31.10.

9 Tommy Dorsey & his Orchestra, Vocal Refrain by Frank Sinatra - This Love of Mine (Este amor mio)

10 Jimmy Dorsey & his Orchestra, Vocal Chorus by Bob Eberly & Helen O’Connell - Time Was (Duerme)

01.11.-07.11.

8 Harry James & his Orchestra - You Made Me Love You (I Didn't Want to Do It)

08.11.-14.11.

4 Glenn Miller & his Orchestra, Vocal Refrain by Ray Eberle & the Modernaires - Elmer's Tune

10 Tony Martin with David Rose & his Orchestra - Tonight We Love (Concerto No. 1, B-Flat Minor)

29.11.-05.12.

10 Artie Shaw & his Orchestra, Vocal Refrain & Trumpet by Hot Lips Page - Blues in the Night (Tristezas en la noche) (from the Warner Bros.-Film "Blues in the Night)

06.12.-12.12.

8 Horace Heidt & his Musical Knights, Vocal Chorus by Larry Cotton, Fred Lowery & Glee Club - Shepherd Serenade

13.12.-19.12.

8 Bing Crosby with Harry Sosnik & his Orchestra - Shepherd Serenade

20.12.-26.12.

8 Tommy Dorsey & his Orchestra with Frank Sinatra - Two in Love (Dos enamorados)

## Tabelle
| Interpret | Titel | Charteinstieg | Wochen | HP | Labelnummer       | Bemerkungen |
| --- | --- | ------------- | ------ | -- | ----------------- | --- |
| The Andrews Sisters with Vic Schoen & his Orchestra                                                                 | Ferryboat Serenade (La piccinina) Eldo di Lazzaro, Mario Panzeri, Harold Adamson                                         | 11.01.1941    | 1      | 10 | Decca 3328        | Die Andrews Sisters waren mit dem Song neun Wochen auf Position 1 der amerikanischen Jukebox Charts. Populär waren in dieser Zeit auch die Versionen des Songs von Kay Kyser, Gray Gordon, Frankie Masters und Leo Reisman. |
| The Andrews Sisters with Vic Schoen & his Orchestra                                                                 | I’ll Be with You in Apple Blossom Time (From New Universal Picture "Buck Privates") Albert Von Tilzer, Neville Fleeson   | 03.05.1941    | 11     | 5  | Decca 3622        | Aus der Universal-Produktion Buck Privates. |
| Charlie Barnet & his Orchestra, Vocal Refrain by Bob Carroll                                                        | I Hear a Rhapsody George Fragos, Jack Baker                                                                              | 11.01.1941    | 11     | 2  | Bluebird B-10 934 | I Hear a Rhapsody war ein Erfolgstitel des Jahres 1941; nach Charlie Barnet war kurz darauf auch Jimmy Dorsey mit dem Song in den Charts. |
| Will Bradley & his Orchestra feat. Ray McKinley                                                                     | Scrub Me, Mama, With a Boogie Beat Don Raye                                                                              | 11.01.1941    | 4      | 2  | Columbia 35 743   | Der Song ist eine Boogie-Version des irischen Volkslieds Irish Washerwoman / Scotch Bagpipe Melody aus dem Jahr 1792. Auch die Andrew Sisters waren mit dem Song erfolgreich in den Charts. |
| Will Bradley feat. Ray McKinley & Freddie Slack                                                                     | Beat Me Daddy (Eight to the Bar) Don Raye, Hughie Prince, Eleanor Sheehy                                                 | 28.12.1940    | 1      | 10 | Columbia 35 530   | Beat Me Daddy, später irrtümlich vom Jazzhistoriker Gunther Schuller als ein „dümmlicher Novelty Song“ klassifiziert,” war der in den Charts erfolgreichste Boogie-Woogie-Hit, ein Bestseller für Will Bradley, die Andrew Sisters und Glenn Miller. |
| Will Bradley & his Orchestra feat. Ray McKinley, Vocal Chorus by Jimmy Valentine                                    | High on a Windy Hill Joan Whitney, Alex Kramer                                                                           | 08.02.1941    | 1      | 9  | Columbia 35 912   | |
| Will Bradley & his Orchestra feat. Ray McKinley, Vocal Chorus by Jimmy Valentine                                    | There I Go Hy Zaret, Irving Weiser                                                                                       | 28.12.1940    | 3      | 5  | Columbia 35 743   | B-Seite von Scrub Me, Mama, With a Boogie Beat |
| Bing Crosby with Harry Sosnik & his Orchestra                                                                       | Shepherd Serenade Fred Spielman, Kermit Goell                                                                            | 13.12.1941    | 2      | 5  | Decca 4065        | Shepherd Serenade war ein Titel des österreichischen Emigranten Fred Spielman. Auch Frank Sinatra (One Finger Melody) und Nat King Cole (If Love Is Good to Me) interpretierten seine Lieder. |
| Bing Crosby with John Scott Trotter & his Orchestra                                                                 | Only Forever (From Paramount Picture Rhythm on the River) James V. Monaco, Johnny Burke                                  | 28.12.1940    | 3      | 4  | Decca 3300        | Aus der Paramount-Produktion Rhythm on the River |
| Bing Crosby with John Scott Trotter & his Orchestra                                                                 | ’Til Reveille Stanley Cowan, Bobby Worth                                                                                 | 09.08.1941    | 5      | 6  | Decca 3886        | Die einfache Melodie von ’Til Reveille dreht sich um die Noten des „Taps“ Bugle-Motivs. Der Song war in dieser Zeit auch in den Versionen von Freddy Martin/Clyde Rogers, Kay Kyer/Harry Babbitt und Wayne King populär. |
| Bing Crosby with John Scott Trotter & his Orchestra                                                                 | You and I Meredith Willson                                                                                               | 13.09.1941    | 4      | 6  | Decca 3840        | |
| Bing Crosby with Bob Crosby & his Orchestra                                                                         | New San Antonio Rose Bob Wills                                                                                           | 29.03.1941    | 3      | 7  | Decca 3590        | Crosby nahm Wills’ Countrysong New San Antonio Rose auf, nachdem er zuvor in Wildwest-Musikfilmen eine Cowboy gespielt und Westernhits wie Home on the Range, My Little Buckaroo und Along the Santa Fe Trail hatte. |
| Bing Crosby with the Merry Macs & Bob Crosby's Bob Cats, Saxophone Solo by Eddie Miller                             | Dolores (From Paramount-Picture "Las Vegas Nights") Louis Alter, Frank Loesser                                           | 26.04.1941    | 9      | 2  | Decca 3644        | Version des Stückes aus der Paramount-Produktion Las Vegas Nights |
| Bob Crosby & his Orchestra, Vocal Chorus by Bonnie King                                                             | Down Argentina Way (From 20th Century-Fox Picture Down Argentine Way) Harry Warren, Mack Gordon, Carlos Albert           | 04.01.1941    | 3      | 2  | Decca 3404        | Version des Stückes aus der 20th Century Fox-Produktion Galopp ins Glück. Der Titel wurde in den frühen 1940er-Jahren auch von Gene Krupa, in Europa von Bob Huber, Jack Trommer/Buddy Bertinat, Teddy Stauffer und Robert De Kers eingespielt. |
| Xavier Cugat & his Waldorf-Astoria Orchestra,                                                                       | Perfidia Alberto Domínguez                                                                                               | 01.02.1941    | 13     | 3  | Victor 26 334     | Mit der lateinamerikanischen Nummer Perfidia (Tonight) waren in dieser Zeit auch Benny Goodman und Glenn Miller erfolgreich. 1960 waren The Ventures mit der Nummer erneut in den Charts. |
| Al Donahue & his Orchestra, Vocal Chorus by Dee Keating                                                             | The Wise Old Owl Joe Ricardel                                                                                            | 19.04.1941    | 2      | 7  | Okeh 6037         | Nach seinem Erfolg mit Jeepers Creepers (1939) gehörte The Wise Old Owl zu den erfolgreichsten Titeln des Bandleaders. |
| Jimmy Dorsey & his Orchestra, Vocal Chorus by Bob Eberly                                                            | Blue Champagne Grady Watts, Frank L. Ryerson                                                                             | 02.08.1941    | 14     | 1  | Decca 3775        | Blue Champagne war Dorseys siebter Nummer-1-Hit im Jahr 1941; trotz des Erfolgs kam der Titel nur in dieser Version in die US-Charts. |
| Jimmy Dorsey & his Orchestra, Vocal Chorus by Bob Eberly                                                            | High on a Windy Hill Kim Gannon, Mabel Wayne                                                                             | 22.02.1941    | 1      | 7  | Decca 3585        | High on a Windy Hill war Dorseys fünfter Nummer-1-Hit, nur wenige Tage nach seinem Erfolg mit I’ll Hear a Rhapsody. Auch Vaughan Monroe kam mit dem Song in die US-Charts. |
| Jimmy Dorsey & his Orchestra, Vocal Chorus by Bob Eberly                                                            | I Hear a Rhapsody George Fragos, Jack Baker                                                                              | 18.01.1941    | 10     | 3  | Decca 3570        | I Hear a Rhapsody (den auch Charlie Barnet aufnahm) war Dorseys vierter Nummer-1-Hit und in diesem Jahr einer seiner größten Verkaufserfolg. Es folgten noch Versionen von Al Donahue und Dinah Shore. |
| Jimmy Dorsey & his Orchestra, Vocal Chorus by Bob Eberly                                                            | Maria Elena Lorenzo Barcelata, S. K. Russell                                                                             | 24.05.1941    | 17     | 1  | Decca 3698        | Englischsprachige Fassung des spanischen Originals von Lorenzo Barcelata aus dem Jahr 1932 |
| Jimmy Dorsey & his Orchestra, Vocal Chorus by Bob Eberly                                                            | My Sister and I Hy Zaret, Joan Whitney, Alex Kramer                                                                      | 17.05.1941    | 10     | 1  | Decca 3710        | Der Titel von My Sister and I wurde angeregt durch das gleichnamige Buch von Dirk von der Heide. Der Song war 1941 in vier Versionen in den Charts, neben Dorsey auch von Bea Wain, Bob Chester und Benny Goodman. |
| Jimmy Dorsey & his Orchestra, Vocal Chorus by Bob Eberly                                                            | The Things I Love Harold Barlow, Lew Harris                                                                              | 05.07.1941    | 3      | 7  | Decca 3737        | |
| Jimmy Dorsey & his Orchestra, Vocal Chorus by Bob Eberly & Helen O’Connell                                          | Amapola (Pretty Little Poppy) Joseph M. Lacalle, Albert Gamse                                                            | 22.03.1941    | 14     | 1  | Decca 3629        | Englischsprachige Fassung des spanischen Originals von José María Lacalle aus dem Jahr 1920 |
| Jimmy Dorsey & his Orchestra, Vocal Chorus by Bob Eberly & Helen O’Connell                                          | Green Eyes (Aquellos ojos verdes) Nilo Menéndez, Eddie Rivera, Eddie Woods                                               | 17.05.1941    | 21     | 1  | Decca 3698        | Englischsprachige Fassung des spanischen Originals von Nilo Menéndez und Adolfo Utrera aus dem Jahr 1929; B-Seite von Maria Elena |
| Jimmy Dorsey & his Orchestra, Vocal Chorus by Bob Eberly & Helen O’Connell                                          | Jim Caesar Petrillo, Edward Ross, Nelson Shawn                                                                           | 04.10.1941    | 9      | 5  | Decca 3963        | Jim war ein populärer Tageshit, bei dem sich Caesar Petrillo, der Vorsitzende der American Federation of Musicians als Co-Autor hatte eintragen lassen. Neben Dorsey war auch die Sängerin Dimnah Shore mit dem Song in den Charts. |
| Jimmy Dorsey & his Orchestra, Vocal Chorus by Bob Eberly & Helen O’Connell                                          | Time Was (Duerme) Miguel Prado, S. K. Russell                                                                            | 25.10.1941    | 1      | 10 | Decca 3859        | Englischsprachige Fassung des spanischen Originals von Miguel Prado |
| Jimmy Dorsey & his Orchestra, Vocal Chorus by Bob Eberly & Helen O’Connell                                          | Yours (Quiereme mucho) Gonzalo Roig, Jack Sherr                                                                          | 31.05.1941    | 13     | 2  | Decca 3657        | Basierend auf dem kubanischen Criolla-Bolero von Gustavo Roig, Englischsprachige Fassung des spanischen Originals von Tito Schipa aus dem Jahr 1922 |
| Tommy Dorsey & his Orchestra, Vocal Refrain by Frank Sinatra                                                        | Everything Happens to Me (Estoy de malas) Tom Adair, Matt Dennis                                                         | 03.05.1941    | 1      | 9  | Victor 27 359     | Everything Happens to Me war der erste Hit des Songwriter-Duos Adair/Dennis; sie schrieben auch Let’s Get Away from It All (1941), den Anita O’Day populär machte. |
| Tommy Dorsey & his Orchestra, Vocal Refrain by Frank Sinatra                                                        | This Love of Mine (Este amor mio) Frank Sinatra, Hank Sanicola, Sol Parker                                               | 25.10.1941    | 9      | 3  | Victor 27 508     | Zu This Love of Mine schrieb Sinatra den Text zu einem Song, der nur mit dieser Aufnahme in die US-Charts kam. Auch Ella Fitzgerald und Claude Thornhill nahmen ihn auf. Sinatra spielte ihn 1955 für seine LP In the Wee Small Hours erneut ein. |
| Tommy Dorsey & his Orchestra, Vocal Refrain by Frank Sinatra                                                        | Two in Love (Dos enamorados) Meredith Willson                                                                            | 20.12.1941    | 1      | 9  | Victor 27 611     | |
| Tommy Dorsey & his Orchestra, Vocal Refrain by Frank Sinatra                                                        | We Three (My Echo, My Shadow and Me) (Nosotros tres) Dick Robertson, Nelson Cogane, Sammy Mysels                         | 28.12.1940    | 2      | 8  | Victor 26 747     | |
| Tommy Dorsey & his Orchestra, Vocal Refrain by Frank Sinatra & The Pied Pipers                                      | Dolores (From the Paramount-Film "Las Vegas Nights") Frank Loesser, Louis Alter                                          | 26.04.1941    | 2      | 7  | Victor 27 317     | Version des Stückes für die Paramount-Produktion Las Vegas Nights. Das Lied sang Sinatra für sein Spielfilm-Debüt, doch der Titel wurde herausgenommen. Stattdessen stellte Sinatra I’ll Never Smile Again vor. Dolores kam dann auch in der Version von Bing Crosby in die Charts. |
| Tommy Dorsey & his Orchestra, Vocal Refrain by Frank Sinatra & The Pied Pipers                                      | Do I Worry? (Que si yo me preocupo?) Stanley Cowan, Bobby Worth                                                          | 12.04.1941    | 3      | 4  | Victor 27 338     | Die Ink Spots machten Do I Worry? zunächst bekannt und kamen wie auch Bea Wain mit dem Song in die Charts, doch Dorsey erreichte die höchste Position. |
| Tommy Dorsey & his Orchestra, Vocal Refrain by Frank Sinatra & The Pied Pipers                                      | Star Dust (Polvillo de Estrellas) Mitchell Parish, Hoagy Carmichael                                                      | 04.01.1941    | 1      | 7  | Victor 27 233     | |
| Tommy Dorsey & his Orchestra, Vocal Refrain by Frank Sinatra, Connie Haines & the Pied Pipers                       | Let’s Get Away from It All (Olvi démosnos de todo) Tom Adair, Matt Dennis                                                | 10.05.1941    | 2      | 7  | Victor 27 377     | Nach Everything Happens to Mee war Let’s Get Away from It All der zweite und noch größere Erfolg des Songwriterduos Adair & Dennis; Sinatra und Dorsey brachten den Song in das Great American Songbook ein und Sinatra hatte ihn lange in seinem Konzert-Repertoire. |
| Tommy Dorsey & his Orchestra, Vocal Refrain by Frank Sinatra, Connie Haines & the Pied Pipers                       | Oh! Look at Me Now (Ah! Mírame ahora) John DeVries, Joe Bushkin                                                          | 01.03.1941    | 12     | 2  | Victor 27 274     | Oh! Look at Me Now gehörte lange Zeit zum Standard-Repertoire Frank Sinatras und wurde auch von Ella Fitzgerald, Benny Goodman/Helen Forrest und Woody Herman eingespielt. |
| Tommy Dorsey & his Orchestra, Vocal Refrain by Sy Oliver & Jo Stafford                                              | Yes Indeed! (De verdad que si!) Sy Oliver                                                                                | 12.07.1941    | 14     | 4  | Victor 27 421     | Yes Indeed! hatte Sy Oliver in der Zeit geschrieben, als er noch Trompeter und Arrangeur bei Jimmie Lunceford war. Bing Crosby nahm ihn 1940 im Duett mit Connee Boswell auf, doch der Song floppte. Für die neue Version änderte Oliver die Vokalpart für sich und Jo Stafford. |
| Eddy Duchin & his Orchestra, Vocal Refrain by Johnny Drake                                                          | You Walk By Ben Raleigh, Bernie Wayne                                                                                    | 01.02.1941    | 6      | 6  | Columbia 35 903   | |
| Ella Fitzgerald & her Famous Orchestra                                                                              | Five O’Clock Whistle Kim Gannon, Joseph Myrow, Gene Irwin                                                                | 04.01.1941    | 1      | 9  | Decca 3420        | Nach Erskine Hawkins und Glenn Miller kam mit Ella Fitzgerald der „Feierabendruf“ ein drittes Mal in die US-Charts. Weitere Aufnahmen des Songs entstanden in dieser Zeit von Count Basie, Will Bradley, Duke Ellington, Woody Herman. |
| The Four King Sisters with the Rhythm "Reys"                                                                        | The Hut-Sut Song (A Swedish Serenade) Leo V. Killion, Ted McMichael, Jack Owens                                          | 05.07.1941    | 2      | 7  | Bluebird B-11 154 | |
| Benny Goodman & his Orchestra, Vocal Chorus by Louise Tobin                                                         | There'll Be Some Changes Made Benton Overstreet                                                                          | 05.04.1941    | 3      | 6  | Columbia 35 210   | Arrangeur der Goodman-Version war Fletcher Henderson. Bald darauf kam auch Gene Krupa mit dem Song in die Charts. |
| Horace Heidt & his Musical Knights, Vocal Chorus by Donna & her Don Juans (Gordon, Charlie & George)                | The Hut-Sut Song (A Swedish Serenade) Leo V. Killion, Ted McMichael, Jack Owens                                          | 14.06.1941    | 6      | 3  | Columbia 36 138   | The Hut-Sut Song stammte aus dem Filmmusical San Antonio Rose, in dem ihn The Merry Mcas vorstellten. Freddy Martin machte den Song landesweit populär; er wurde ein Nummer-1-Hit bei Your Hit Parade. In die Billboard-Charts kam er neben Heidt in der Version der Four King Sisters. |
| Horace Heidt & his Musical Knights, Vocal Chorus by Larry Cotton & Donna & her Don Juans (Gordon, Charlie & George) | I Don't Want to Set the World on Fire Eddie Seiler, Sol Marcus, Bennie Benjamin, Eddie Durham                            | 27.09.1941    | 11     | 2  | Columbia 36 295   | Obwohl bereits drei Jahre vor seiner Veröffentlichung geschrieben, war der Song einer der erfolgreichsten Titel des Jahres 1941; Harland Leonard and His Kansas City Rockets führten den Song ein, doch erst Heidt, die Ink Spots und Tommy Tucker machten ihn landesweit populär. |
| Horace Heidt & his Musical Knights, Vocal Chorus by Larry Cotton, Fred Lowery & Glee Club                           | Shepherd Serenade Kermit Goell, Fred Spielman                                                                            | 06.12.1941    | 3      | 7  | Columbia 36 370   | |
| Horace Heidt & his Musical Knights, Vocal Chorus by Ronnie Kemper                                                   | G'Bye Now (From "Hellz A Poppin') Ole Olsen, Chic Johnson, Jay Levison, Ray Evans                                        | 03.05.1941    | 6      | 2  | Columbia 36 026   | Die Dixieland-Nummer war (zusammen mit I'll Love You in My Dreams) die Erkennungsmelodie der Tanzband Horace Heidt and His Musical Knights. |
| Horace Heidt & his Musical Knights, Vocal Chorus by Ronnie Kemper & Donna Wood                                      | Goodbye Dear, I'll Be Back in a Year Mack Kay                                                                            | 26.07.1941    | 2      | 8  | Columbia 36 148   | Der Weltkriegs-Song im Country-Stil schloss sich an den Erfolg von I'll Be Back in a Year, Darlin’ an, in dem ein Soldat seinem Mädchen verspricht, sich keine Sogen zu machen. |
| Woody Herman & his Orchestra                                                                                        | Blue Flame James "Jiggs" Noble, Joe Bishop                                                                               | 05.04.1941    | 4      | 5  | Decca 3643        | Mit seinem Hiterfolg wurde Blue Flame 1941 zur Erkennungsmelodie von Woody Herman and His Orchestra und betonte deren Ruf als Band That Plays th Blues. |
| The Ink Spots, Vocal with Instrumental Accompaniment                                                                | I Don't Want to Set the World on Fire Eddie Seiler, Sol Marcus, Bennie Benjamin, Eddie Durham                            | 18.10.1941    | 8      | 4  | Decca 3987        | I Don't Want to Set the World on Fire wurde bereits 1938 geschrieben und war eigentlich ein Liebeslied; ein Mann möchte nicht die Welt in Brand setzen, sondern das Herz seiner Geliebten entfachen. Der Song wurde zu einem der populärsten des Jahres 1941. |
| The Ink Spots, Vocal with Instrumental Accompaniment                                                                | We Three (My Echo, My Shadow and Me) Dick Robertson, Nelson Cogane, Sammy Mysels                                         | 28.12.1940    | 3      | 3  | Decca 3379        | Die Liedtexte aus dem Krieg über Liebe, Sehnsucht, Verlust und Einsamkeit, die im Ink Spots-Lied „We Three“ zum Ausdruck kommen, sind eine Metapher dieser Triade und ihrer Dynamik. |
| Harry James & his Orchestra                                                                                         | Music Makers Harry James                                                                                                 | 12.04.1941    | 1      | 9  | Columbia 35 932   | Music Makers gehörte zu den wenigen Stücken, die James selbst geschrieben hatte und fortan bei jedem seiner Auftritte spielte. Auch Count Basie und Tommy Dorsey nahmen den Titel auf, doch die James-Version war die einzige in den Charts. |
| Harry James & his Orchestra                                                                                         | You Made Me Love You (I Didn't Want to Do It) Joseph McCarthy, James V. Monaco                                           | 01.11.1941    | 5      | 5  | Columbia 36 296   | Obwohl kein Nummer-1-Hit, wurde You Made Me Love You fr James ein Millionenerfolg und brachte ihm den endgültigen Durchbruch. In dem Jahr war er auch ein Top-Hit für Judy Garland und Al Jolson. |
| Harry James & his Orchestra, Vocal Chorus by Dick Haymes                                                            | Lament to Love Mel Tormé                                                                                                 | 30.08.1941    | 1      | 10 | Columbia 36 222   | Lament to Love stammte von dem damals 14 Jahre alten, vom Swing begeisterten Jungen names Mel Tormé; mit dem Song wollte er sich bei James einführen, um in dessen Orchester als Schlagzeuger zu spielen. Zwischen dem später erfolgreichen Sänger und dem Bandleader entstand eine lebenslange Freundschaft. Auch Les Brown war mit dem Song in den Charts.                                  |
| Dick Jurgens & his Orchestra                                                                                        | Elmer's Tune Elmer Albrecht                                                                                              | 11.10.1941    | 5      | 8  | Okeh 6209         | Jurgens präsentierte Elmer's Tune als Instrumentalnummer, mit der Glenn Miller erfolgreich war. Doch Bob Crosby und Benny Goodman nahmen den Titel in dieser Zeit auf. |
| Hal Kemp & his Orchestra, Vocal Refrain by Bob Allen                                                                | It All Comes Back To Me Now (Ahora me acuerdo) Hy Zaret, Joan Whitney, Alex Kramer                                       | 15.02.1941    | 2      | 5  | Victor 27 255     | Alex Kramer schrieb mit seiner Frau Joan Whitney die Erfolgstitel My Sister and I (ein Hit, den Helen Forrest, Bea Wain, Maxine Gray und Harry Cool 1941 präsentierten) und It All Comes Back to Me Now, den die Bandleader Gene Krupa und Hal Kemp populär machten. |
| Wayne King & his Orchestra                                                                                          | Intermezzo (Recuerdos de Viena) (From United Artists-Film "Intermezzo") Heinz Provost                                    | 19.04.1941    | 13     | 5  | Victor 26 659     | Version des Stückes aus der United-Artists-Produktion Intermezzo. Leichte Tanzmusik einer der populären Sweet Bands der Zeit. |
| Wayne King & his Orchestra                                                                                          | Maria Elena Will Heagney, Lorenzo Barcelata                                                                              | 07.06.1941    | 3      | 2  | Victor 26 767     | Instrumentalfassung des spanischen Originals von Lorenzo Barcelata aus dem Jahr 1932 |
| Gene Krupa & his Orchestra, Vocal Chorus by Anita O’Day                                                             | Just a Little Bit South of North Carolina Sunny Skylar, Bette Cannon, Arthur Shaftel                                     | 02.08.1941    | 1      | 9  | Okeh 6130         | Mit Songs wie Just a Little Bit South of North Carolina, Georgia on My Mind und Let Me Off Uptown war der Schlagzeuger und Bandleader Gene Krupa 1943–43 erfolgreich. Auch der Tanzband-Leiter Mitchell Ayres war mit dem Song erfolgreich. |
| Gene Krupa & his Orchestra, Vocal Chorus by Anita O’Day & Roy Eldridge                                              | Let Me Off Uptown Redd Evans, Earl Bostic                                                                                | 06.09.1941    | 1      | 10 | Okeh 6210         | Der Bandleader Earl Bostic schrieb den Song, bevor er selbst mit eigener Band Aufnahmen machte. Das Trompetensolo spielte Krupa damaliger Star – wia auch auf einigen weiteren Hits – Roy Eldridge. |
| Gene Krupa & his Orchestra, Vocal Chorus by Howard Du Lany                                                          | High on a Windy Hill Joan Whitney, Alex Kramer                                                                           | 08.02.1941    | 7      | 2  | Okeh 5883         | High on a Windy Hill war der erste große Hit von Gene Krupa and His Orchestra. Auch Jimmy Dorsey, Will Bradley und Vaughan Monroe waren mit dem Song in dieser Zeit erfolgreich. |
| Gene Krupa & his Orchestra, Vocal Chorus by Howard Du Lany                                                          | It All Comes Back To Me Now Hy Zaret, Joan Whitney, Alex Kramer                                                          | 22.02.1941    | 5      | 2  | Okeh 5883         | B-Seite von High on a Windy Hill. Mit It All Comes Back to Me Now war neben Gene Krupa auch in den Versionen von Hal Kemp, Eddy Duchin und Ted Weems erfolgreich. |
| Kay Kyser & his Orchestra, Vocal by Ginny, Harry, Jack & Max                                                        | Alexander the Swoose (Half Swan-Half Goose) Ben Forrest, Leonard Keller, Glenn Burrs, Frank Furlett                      | 26.04.1941    | 3      | 3  | Columbia 36 040   | Kay Kysers humoristischer Song handelte von einem Vogel, der halb Gans, halb Schwan war. |
| Kay Kyser & his Orchestra, Vocal by Ginny, Harry, Jack & Max                                                        | Ferry-Boat Serenade Harold Adamson, Eldo di Lazzaro                                                                      | 28.12.1940    | 2      | 6  | Columbia 35 627   | Neben Kay Kyser and his Orchestra nahmen auch Gray Gordon, Frankie Masters und Leo Reisman den Song auf. |
| Kay Kyser & his Orchestra, Vocal by Ginny, Harry, Jack & Max                                                        | ’Til Reveille Stanley Cowan, Bobby Worth                                                                                 | 26.07.1941    | 4      | 6  | Columbia 36 137   | ’Til Reveille wurde von Kay Kyser und seinem Orchester mit dem bald darauf erfolgten Angriff auf Pearl Harbor populär; mit dem Song war auch Big Crosby in diesem Jahr in den US-Charts erfolgreich. |
| Guy Lombardo & his Royal Canadians, Vocal Chorus by Kenny Gardner & The Lombardo Trio                               | The Band Played On (From the Warner Bros.-Picture "Strawberry Blonde") Charles B. Ward, John F. Palmer                   | 17.05.1941    | 4      | 6  | Decca 3675        | Aus der Warner Bros.-Produktion Schönste der Stadt. Die Vokalbegleitung für Kenny Gardner stammte vom The Lombardo Trio, das 1941 aus Carmen Lombardo, Mert Curtis and Fred Higman, allesamt Mitglieder der Saxophongruppe des Lobardo-Orchesters. |
| Freddy Martin & his Orchestra, Vocal Refrain by Clyde Rogers                                                        | Intermezzo (From the United Artists-Film Intermezzo) Robert Henning, Heinz Prevost                                       | 05.07.1941    | 2      | 7  | Bluebird B-11 123 | Der Titel Intermezzo (aus dem gleichnamigen Ingrid Bergman Film) vom Freddy Martin Orchestra war leichte Tanzmusik einer der populären Sweet Bands der Zeit. |
| Freddy Martin & his Orchestra, Vocal Refrain by Eddie Stone                                                         | The Hut-Sut Song (A Swedish Serenade) Leo V. Killion, Ted McMichael, Jack Owens                                          | 07.06.1941    | 9      | 2  | Bluebird B-11 147 | The Hut-Sut Song stammte aus dem Filmmusical San Antonio Rose, in dem ihn The Merry Macs vorstellten. Freddy Martin und sein Orchester machte den Song landesweit populär; er wurde ein Nummer-1-Hit bei Your Hit Parade. In die Billboard-Charts kam er auch in den Versionen von Horace Heidt und der Four King Sisters.                                                                    |
| Freddy Martin & his Orchestra with Jack Fina at the Piano                                                           | Piano Concerto in B-Flat Pjotr Iljitsch Tschaikowski                                                                     | 09.08.1941    | 20     | 1  | Bluebird B-11 211 | Jazzversion des 1. Klavierkonzerts op. 23 in b-Moll von Pjotr Iljitsch Tschaikowski aus dem Jahr 1875 |
| Tony Martin with David Rose & his Orchestra                                                                         | Tonight We Love (Concerto No. 1, B-Flat Minor) Pjotr Iljitsch Tschaikowski                                               | 08.11.1941    | 7      | 5  | Decca 3988        | Textversion des 1. Klavierkonzerts op. 23 in b-Moll von Pjotr Iljitsch Tschaikowski aus dem Jahr 1875. |
| Glenn Miller & his Orchestra                                                                                        | Anvil Chorus (From "Il Trovatore") Giuseppe Verdi                                                                        | 11.01.1941    | 10     | 3  | Bluebird B-10 982 | Jazzversion des Zigeunerchores aus der Oper Il trovatore von Giuseppe Verdi aus dem Jahr 1853. Glenn Miller nahm den Song auf zwei Seiten einer 78er auf und benutzte ihn in seinen Rundfunksendungen als mitreißender Finale. |
| Glenn Miller & his Orchestra                                                                                        | I Dreamt I Dwelt in Harlem Robert B. Wright, Ben Smith, Leonard Ware, Jerry Gray                                         | 22.03.1941    | 4      | 3  | Bluebird B-11 063 | I Dreamt I Dwelt in Harlem wurde bewusst im Stile von Duke Ellington geschrieben; die Melodie basierte auf Take the "A" Trane. Jerry Gray arrangierte die Nummer. |
| Glenn Miller & his Orchestra                                                                                        | Song of the Volga Boatmen Traditional                                                                                    | 22.02.1941    | 8      | 1  | Bluebird B-11 029 | Jazzversion des russischen Volksliedes Lied der Wolgaschlepper. Die Melodie wurde auch von Jimmy Dorsey eingespielt, doch nur Glenn Miller gelangte in die Charts. |
| Glenn Miller & his Orchestra, Vocal Refrain by Marion Hutton                                                        | Five O’Clock Whistle Kim Gannon, Joseph Myrow, Gene Irwin                                                                | 11.01.1941    | 2      | 6  | Bluebird B-10 900 | Five O’Clock Whistle gehörte zu den Songs, mit denen die Miller-Band versuchte, dem Krieg „ein persönliches Gesicht zu geben“. Man übertrug Auftritte des Orchesters aus Militärbasen und widmete Songs bestimmten Einheiten; dieser Song war der 69. Armee-Einheit gewidmet, die im Fort McClellan stationiert war.                                                                          |
| Glenn Miller & his Orchestra, Vocal Refrain by Ray Eberle                                                           | A Handful of Stars (From the MGM-Film "Hullabaloo") Jack Lawrence, Ted Shapiro                                           | 04.01.1941    | 1      | 10 | Bluebird B-10 893 | In Glenn Millers A Handful of Stars war Tex Benecke Solist am Tenorsaxophon. |
| Glenn Miller & his Orchestra, Vocal Refrain by Ray Eberle                                                           | A Nightingale Sang in Berkeley Square (From the London Musical Success "New Faces") Eric Maschwitz, Manning Sherwin      | 28.12.1940    | 5      | 2  | Bluebird B-10 931 | |
| Glenn Miller & his Orchestra, Vocal Refrain by Ray Eberle                                                           | Along the Santa Fe Trail (From the Warner Bros.-Film "Along the Santa Fe Trail") Al Dubin, Edwina Coolidge, Will Grosz   | 18.01.1941    | 4      | 7  | Bluebird B-10 970 | Version des Stückes aus der Warner Bros.-Produktion Land der Gottlosen. |
| Glenn Miller & his Orchestra, Vocal Refrain by Ray Eberle                                                           | You and I Meredith Willson                                                                                               | 06.09.1941    | 6      | 4  | Bluebird B-11 215 | |
| Glenn Miller & his Orchestra, Vocal Refrain by Ray Eberle & The Modernaires                                         | Elmer's Tune Elmer Albrecht, Sammy Gallop, Dick Jurgens                                                                  | 08.11.1941    | 7      | 1  | Bluebird B-11 274 | Elmer's Tune bot die seltene Gelegenheit, den Bandleader mit einem Posaunensolo zu hören. Geschrieben wurde die Nummer von einem nebenberuflichen Komponisten, der Fan von Dick Jurgens war. Als Miller die Nummer hörte und übernehmen wollte, ließen Albrecht und Jurgens von Symmy Gallop einen Text schreiben.                                                                            |
| Glenn Miller & his Orchestra, Vocal Refrain by Tex Beneke & The Modernaires                                         | Chattanooga Choo Choo (From the 20th Century-Fox Film "Sun Valley Serenade") Mack Gordon, Harry Warren                   | 13.09.1941    | 15     | 1  | Bluebird B-11 230 | Aus dem Soundtrack der 20th Century Fox-Produktion Adoptiertes Glück; Oscarnominierung 1942 für den besten Song. Udo Lindenberg verwendete die Melodie 1983 für seinen Hit Sonderzug nach Pankow. |
| Glenn Miller & his Orchestra, Vocal Refrain by Tex Beneke & The Four Modernaires                                    | The Booglie Wooglie Piggy Roy Jacobs                                                                                     | 02.08.1941    | 5      | 7  | Bluebird B-11 163 | The Modernaires waren in dieser Zeit die Vokalisten in Glenn Millers Orchester, populär mit Songs wie Perfidia (Tonight), The Booglie Wooglie Piggy, Chattanooga Choo Choo, Delilah, Elmer's Tune, Don't Sit under the Apple Tree und (I've Got a Girl in) Kalamazoo. |
| Vaughn Monroe & his Orchestra                                                                                       | There I Go Hy Zaret, Irving Weiser                                                                                       | 28.12.1940    | 4      | 5  | Bluebird B-10 848 | Mit There I Go hatte der Sänger, Trompeter und Bandleader Vaughn Monroe seinen ersten Hit in den US-Charts. 1941 nahmen auch Tonny Tucker, Kenny Baker, Will Bradley und Woody Herman den Song auf |
| Tony Pastor & his Orchestra, Vocal Refrain by Dorsey Anderson                                                       | Maria Elena S. K. Russell, Lorenzo Barcelata                                                                             | 28.06.1941    | 1      | 9  | Bluebird B-11 127 | Maria Elena wurde in dieser Zeit auch von Wayne King und Lawrence Welk eingespielte. |
| Artie Shaw & his Gramercy Five                                                                                      | Summit Ridge Drive Artie Shaw                                                                                            | 08.02.1941    | 1      | 10 | Victor 26 763     | |
| Artie Shaw & his Orchestra                                                                                          | Concerto for Clarinet (From Paramount-Film "Second Chorus") Artie Shaw                                                   | 15.02.1941    | 2      | 10 | Victor 36 383     | Aus dem Soundtrack der Paramount-Produktion Swing-Romanze. Ein zeitgenössischer Kritiker schrieb: „Die Virtuosität auf der Klarinette von Artie Shaw und sein ultramodernes Konzept des kontrollierten Jazz werden auf beiden Seiten der neuen 12-Inch-Platte gründlich demonstriert.“ |
| Artie Shaw & his Orchestra                                                                                          | Dancing in the Dark (Bailando en la oscuridad) Howard Dietz, Arthur Schwartz                                             | 15.03.1941    | 2      | 9  | Victor 27 335     | |
| Artie Shaw & his Orchestra                                                                                          | Frenesi Alberto Domínguez                                                                                                | 28.12.1940    | 18     | 1  | Victor 26 542     | |
| Artie Shaw & his Orchestra                                                                                          | Star Dust (Polvillo de Estrellas) Mitchell Parish, Hoagy Carmichael                                                      | 18.01.1941    | 3      | 6  | Victor 27 230     | |
| Artie Shaw & his Orchestra, Vocal Refrain & Trumpet by Hot Lips Page                                                | Blues in the Night (Tristezas en la noche) (From the Warner Bros.-Film "Blues in the Night") Johnny Mercer, Harold Arlen | 29.11.1941    | 1      | 10 | Victor 27 609     | Version des Stückes aus der Warner Bros.-Produktion Blues in the Night |
| Dinah Shore with Orchestra                                                                                          | I Hear a Rhapsody George Fragos, Jack Baker                                                                              | 15.03.1941    | 1      | 9  | Bluebird B-11 003 | |
| Dinah Shore with Orchestra                                                                                          | Yes, My Darling Daughter Jack Lawrence                                                                                   | 25.01.1941    | 1      | 10 | Bluebird B-10 920 | |
| Dinah Shore with Paul Wetstein & his Orchestra                                                                      | "Jim" Nelson Shawn, James Petrillo, Edward Ross                                                                          | 11.10.1941    | 3      | 5  | Bluebird B-11 204 | |
| Charlie Spivak & his Orchestra                                                                                      | Intermezzo (A Love Story) (From "Intermezzo") Heinz Provost                                                              | 02.08.1941    | 1      | 10 | Okeh 6120         | Version des Stückes aus der United Artists-Produktion Intermezzo. Heinz Provosts Komposition hieß eigentlich Souvenir de Vienne, für die Robert Henning einen englischen Text hinzufügte. Auch Guy Lombardo, Wayne King, Freddy Martin, Benny Goodman, Toscha Seidel, Clyde Lucas, Enric Madriguera und Xavier Cugat nahmen die Komposition auf.                                              |
| Swing and Sway with Sammy Kaye, Vocal Refrain by the Kaye Choir                                                     | Daddy (Papito) Robert W. Troup                                                                                           | 07.06.1941    | 15     | 1  | Victor 27 391     | „Hey, Daddy, I want a diamond ring, bracelets, everything Daddy, you ought to get the best for me“ (Hey, Daddy, ich möchte einen Diamantring, Armbänder, alles Daddy, du solltest das Beste für mich bekommen), beginnt Sammy Kayes Lied im Novelty-Stil. |
| Swing and Sway with Sammy Kaye, Vocal Refrain by the Three Kadets                                                   | Until Tomorrow (Goodnight My Love) (Hasta manana (Buenos noches mi amor)) Sammy Kaye                                     | 24.05.1941    | 1      | 10 | Victor 27 262     | Die sentimentale Ballade wurde 1940/41 auch von Woody Herman, Bob Chester/Bill Reynolds, und Abe Lyman, Louis Conrad & His Sultans of Swing Orchestra and His Californians (Billy Sherman, Gesang) eingespielt. |
| Tommy Tucker Time, Vocal Chorus by Amy Arnell & Voices Three                                                        | I Don’t Want to Set the World on Fire Eddie Seiler, Sol Marcus, Bennie Benjamin, Eddie Durham                            | 20.09.1941    | 10     | 4  | Okeh 6320         | I Don’t Want to Set the World on Fire (dt. Ich will nicht die Welt in Brand setzen) ist die seelenvolle Liebeserklärung, die hofft, „eine Flamme in Ihrem Herzen zu entflammen“, anstatt die ganze Welt zu beeindrucken. Neben Tucker nahmen auch Nat Brandwynne, Donna Wood und die Don Juans, Vera Lynn und The Platters den Song auf; in den Charts waren damit die Ink Spots erfolgreich. |